# 寺田夢酔
寺田 夢酔（てらだ むすい、1977年11月10日  - ）は、日本の脚本家・演出家・俳優。「演劇集団よろずや」主宰。

## 略歴・人物
大阪府出身。大阪府立東住吉高校芸能文化科一期卒業。ビジュアルアーツ専門学校（声優学科）で講師を、高校では大阪府立東住吉高等学校（芸能文化科）や府立松原高校、府立布施北高校、立命館宇治高等学校で特別非常勤講師を務める。
俳優の納谷健の師匠にあたる
府立高校では、泉尾や貝塚南、北摂つばさ、箕面東でも特別講師を務めた。
そのほかNPO法人大阪現代舞台芸術協会の副理事長を務め、産経新聞「なにわエンタメ」では演劇担当執筆者だった。
自身が代表を務める「演劇集団よろずや」の作品である、炎のストッパー津田恒美物語「バイバイ」～は広島東洋カープ球団の公認を得ている。
寺田夢酔企画「義朝記」(作・郡虎彦、演出・寺田夢酔)では、「ラヴレターズ」「船の上のピアニスト」などを手がける青井陽治氏に書き下ろし翻訳を依頼し、80年前にイギリスで上演された際に絶賛され、カナダで再演ながらも日本では幻の作品だった「義朝記」を日本で初上演、作者の没後、世界初公演となる。その成果により、ロンドンの日本大使館で初めて紹介された日本人演出家となる。

## 関わった主な作品
- 歴史秘話ヒストリア（NHK）
- ナビゲーター97（毎日放送）
- 現代を生きる（MBS）
- ビーバップ!ハイヒール（朝日放送）
- よ～いドン!（関西テレビ）
- マルコポロリ!（関西テレビ）
- 英雄たちの選択（BSプレミアム）
- 大阪松竹座 薫風喜劇公演『おあきと春団治～お姉ちゃんにまかしとき～』（脚本担当）

## 授賞歴
- 第1回ABCドラマグランプリ優秀賞
- 関西俳優協議会審査員特別賞